# Lost in Random
Lost in Random — инди-игра, разработанная шведской студией Zoink и опубликованная Electronic Arts. Игра была разработана в рамках EA Originals и выпущена для платформ Microsoft Windows, Nintendo Switch, PlayStation 4, PlayStation 5, Xbox One и Xbox Series X/S в сентябре 2021 года. Игрок управляет девочкой по имени Эвен, которая должна спасти свою сестру из лап злой королевы. Она встречает кубик по имени Дайси в вместе с ним путешествует по Случайному Королевству, попутно решая квесты и вступая в сражения.
Lost in Random стала самым масштабным проектом у Zoink. С самого начала они хотели создать игру, выдержанную в мрачной эстетике кукольной анимации Тима Бёртона. Игровой процесс был вдохновлён настольными ролевыми играми и вся внутриигровая вселенная подчиняется правилам настольной игры
Игровые критики хвалили игру за её оригинальный подход к боевой системе, сочетающий игру в реальном времени и карточный бой, также они оценили оригинальную визуальную эстетику и проработанность лора, сюжета и персонажей. Тем не менее некоторым критиками не нравилась продолжительность боя, квестов и проблемы с производительностью на Nintendo Switch.

## Игровой процесс
Lost in Random — приключенческий боевик от от третьего лица. Бои происходят на аренах, похожих на игровое поле настольной игры. Для продвижения вперёд, игрок должен бросать Дайси и он окажется в безопасности только, когда достигнет последней фигуры на доске. В бою игрок также может использовать рогатку Эвен. Хотя её выстрел не наносит фатального урона, он отбирает у врага энергию, которую получает Дайси. Как только показатель энергии Дайси будет заполнен, игрок сможет снова бросить его, в этот момент время в игре будет будет остановлено. Игрок может выбрать карту и применить её, чтобы нанести урон врагу. И игре представлены пять типов карт — (Оружие, Урон, Защита, Опасность и Обман), предлагающие разные способности и возможность применять дополнительные тактики против врага. Например одна из карт превращает Дайси в взрывоопасный куб, а другая карта позволяет устанавливать ловушки. Карты можно получить, собирая монетки. По мере прогресса, игрок будет получать новые карты и восстанавливать потерянные очки Дайси, позволяя всё чаще делать броски во время сражения.

Бои в игре совмещают сражение от третьего лица и карточную игру

Вне сражений игра представляет собой ролевую игру, где Дайси и Эвен исследуют Случайное Королевство и по пути встречают неигровых персонажей. В игре есть диалоговое колесо, позволяя выбирать один из нескольких вариантов диалога с персонажем.
Согласно сюжету, дальнейшею судьбу жителей Случайного Королевства по достижении 12 лет решает бросок священной чёрной кости королевы. Сестре главной героини Эвен — Одд, выпала шестёрка и она была обязана отправиться жить в Сикстопию — обитель королевы. Эвен стала видеть страшные сны, предчувствуя, что её сестра находится в опасности и отправилась в приключение по шести измерениям королевства, чтобы спасти сестру. Согласно легендам, в прошлом у каждого жителя Королевства были свои игральные кости, а не только у королевы. Девочка отправляется в долину костей, чтобы найти идеальную пару и встречается с костью по имени Дайси, потерявшего почти все свои очки. В Случайном Королевстве действуют законы настольной игры — а именно принцип случайности событий и действий. Эвен, как неопытный ребёнок должна научится выживать в подобном мире с помощью Дайси, в частности это проявляется в том, что Эвен будет получать случайным способом способности от Дайси. Чем больше игрок отыгрывает, тем выше будет шанс того, что выпадет удачный ход, требующий для удачного достижения цели.

## Разработка
Разработкой игры занималась независимая студия шведская студия Zoink, у которой уже был опыт в создание игр. Lost in Random стала для студии вторым проектом, созданным в сотрудничестве с EA Games в рамках программы EA Originals. Первым таким проектом была игра Fe
Разработка игры началось с идеи создать что-то более мрачное, пока студия ещё заканчивала разработку предыдущего проекта — Ghost Giant. Если предыдущий проект делал акцент на красочность, то на этот раз команда хотела применить мрачную эстетику, подобную в мультфильме «Кошмар перед Рождеством» и чья графика бы явно отсылала к кукольной анимации. Разработчики уже давно мечтали создать такую игру, но им это не позволял слишком ограниченный бюджет. Ведущий сценарист и режиссёр Олов Редмалм заметил, что его команда ориентируется на искусство и поэтому вначале изучает рисунки, чтобы на их основе затем продумывать идею игрового процесса. Клаус Лингелед, креативный директор увидел картину с девочкой и игральными костями авторства Шона Тана и на его основе начал собирать идеи для будущей игры. Сам Лингелед лично увлекался кукольной анимацией и экспериментировал в куклами и лепкой.

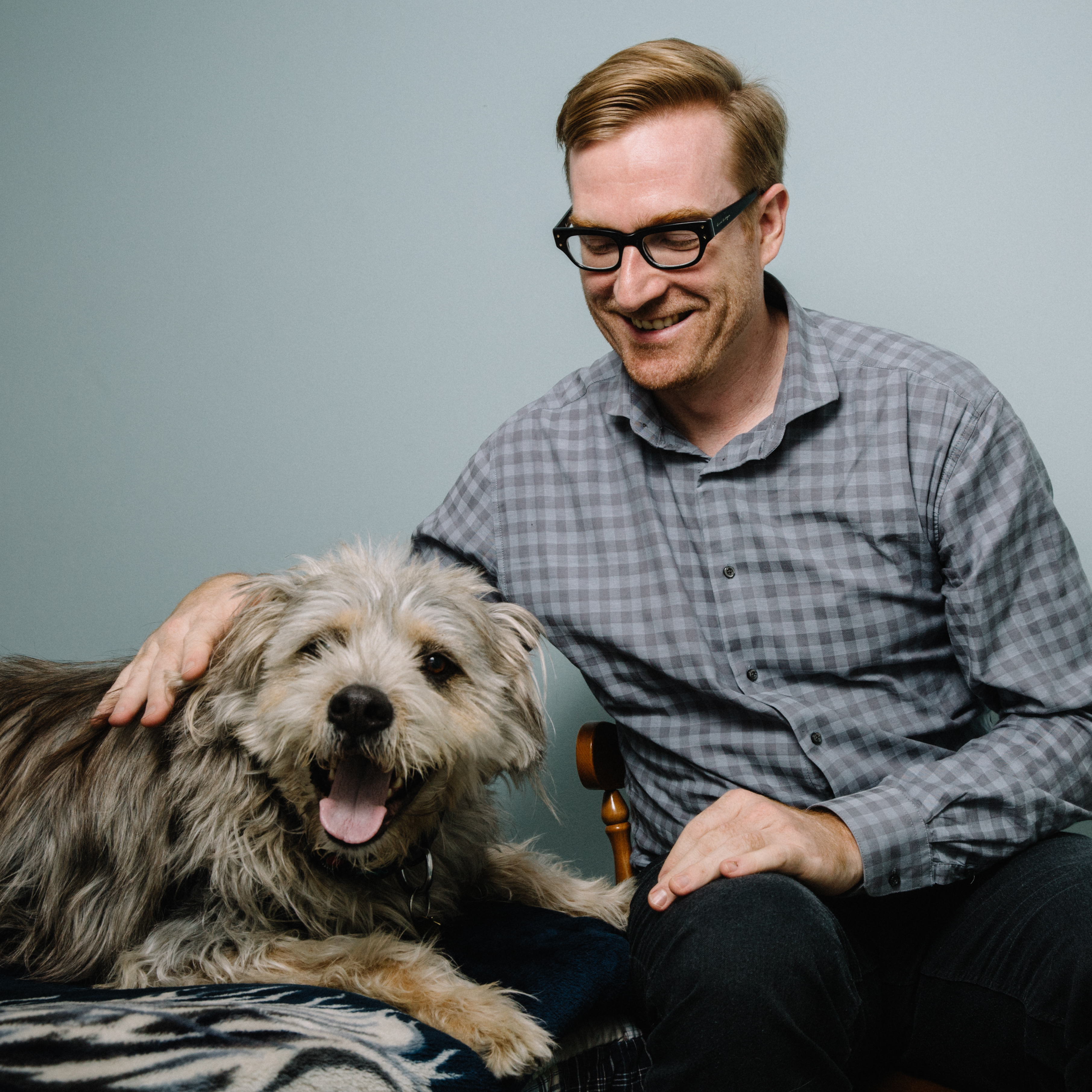
, канадский писатель написал почти все диалоги к игре

Игровой мир создавался из идеи представить себе измерение, находящееся в заточении у настольной игры и подчиняющийся его правилам. Редмалм заметил, что принцип случайности — главная философия игры, даже если он присутствует во многих играх, в Lost in Random эта механика исследуется гораздо глубже. Олов признался, что с девства любил настольные ролевые игры, в том числе Dungeons & Dragons или настольную версию Baldur’s Gate, ему нравился в них элемент случайности и риск провала из-за неудачи. Когда создатели работали над эстетикой игрового мира, они обращались к более традиционным образам настольных игр с четырёхгранной костью. Работая над художественным стилем, они вдохновлялись фирменным стилем Тима Бёртона, Alice: Madness Returns, MediEvil и другими играми. Так как игровой процесс и лор в игре создавался на основе настольной игры, разработчики должны были учитывать важную деталь, а именно то, что в настольных играх участвуют двое и больше противников, но Lost in Random — это одиночная компания, где игрок взаимодействует с окружением и NPC. И Редмалм и Лингелед вдохновлялись классическими RPG-играми времён своего детства и хотели воссоздать чувство ностальгии через игровой процесс. Игра также включала в себя элементы приключенческого боевика. Редмалму всегда нравились ролевые игры, позволяющие делать что-то странное и пробовать что-то новое. Прыжки было специально исключены, чтобы избежать ассоциацию с платформером.
Команда хотела тщательно проработать внутриигровую вселенную, вспоминая сериал «По ту сторону изгороди», где каждая серия представляла собой странную историю. Игровые миры аналогично предлагают множество своих странных небольших сюжетов, становящихся частью всеобъемлющей истории. Работая над сюжетом, разработчики хотели подчеркнуть его сказочность и сюрреалистичность, упоминая сказки Ганса Христиана Андерсона или братьев Гримм. Почти все диалоги к игре написал Райен Норт, известный канадский писатель и лауреат премии Айснера, привнесший элемент юмора в общую историю и придавший индивидуальность второстепенным персонажам.
Главная героиня создавалась, как подчёркнуто невзрачная девочка. Образ королевы был вдохновлён безликим из «Унесённых Призраками» Хаяо Миядзаки. Персонаж Дайси прошёл через несколько итераций в процесс разработки до того, как стать полноценным персонажем. Его озвучил Редмальм. Изначально это должен был быть объект, затем разработчики добавляли простые голосовые эффекты, кубик должен был передавать через звуки настроение. Со временем разработчики привязались к персонажу, в итоге при проработке Дайси, как личности, они черпали вдохновение у Стального гиганта, чей образ основывался на сочетании невинности и несокрушимой силы. Дайси крайне силён, не подозревая об этом.
Игра была анонсирована в июне 2019 году наряду с другими играми, созданными в рамках программы EA Originals. 19 июня в рамках мероприятия EA Play был показан трейлер игры.

### Музыка
Музыку к игре написал Блейк Робинсон, песни были записаны с участием оркестра. Композитор предпочитает старомодный акустический оркестр, звучавший в фильмах 80-90-х годов. Робинсон заметил, что уже имел опыт в написании «мрачной» музыки и в том числе вдохновлялся музыкой из «Кошмар перед Рождеством» и «Труп невесты», пытаясь воссоздать меланхоличность и причудливость в своих саундтреках. Ещё в начале разработки Клаус Люнгелед пытался найти других музыкантов, но стиль Робинсона ему понравился больше всего.
Я сразу понял, что очень хочу в этом участвовать. Это была одна из тех редких для музыканта возможностей, когда ты не просто выполняешь поставленную задачу, а сочиняешь музыку, которую любишь. Помню, как после звонка сразу же бросился в студию, потому что мне не терпелось поскорее приступить к работе.
Помимо основной музыкальной темы, Робинсон создал темы для персонажей, которые были призваны помочь игроку понять события в игре и чего он может ожидать. При записи темы Дайси использовалось пиццикато, тема Симора отражает его добродушие — низкие духовые инструменты. В теме королевы используется меланхолические звуки виолончели, хоровое пение и гнев рога. Робинсон заметил, что при написании мелодий вдохновляется легендарными треками Джона Уильямса и стремится подрожать его стилю, когда заходила речь о торжественных и эпических треках. Когда Робинсон писал приземлённые треки, звучащие в промежуточном прохождении, он вдохновлялся сказочными народными мотивами в композициях Густава Малера. Чтобы подчеркнуть индивидуальность разных городов, Робинсон использовал при записи тематической музыки разные инструменты, подходящие для истории этих городов.
За звуковой дизайн отвечал Маркус Кланг, его задача заключалась в том, чтобы подходящие музыкальное дорожки запускались на игровой карте или при общение с персонажами.

## Критика
| Сводный рейтинг       | Сводный рейтинг                                                 |
| Агрегатор             | Оценка                                                          |
| --------------------- | --------------------------------------------------------------- |
| Metacritic            | (NS) 79/100 (PC) 77/100 (PS4) 80/100 (PS5) 78/100 (XSXS) 74/100 |
| Иноязычные издания    |                                                                 |
| Издание               | Оценка                                                          |
| Destructoid           | 8/10                                                            |
| Game Informer         | 8,25/10                                                         |
| IGN                   | 8/10                                                            |
| Nintendo Life         | [ 22 ]                                                          |
| Nintendo World Report | 7,5/10                                                          |
| Push Square           | [ 24 ]                                                          |
| Shacknews             | 7/10                                                            |
| Pure Xbox             | [ 26 ]                                                          |

Lost in Random получила в целом положительные оценки у игровых критиков. Игра номинировалась на главный приз Tribeca Games Award.
Критик Destructoid похвалил каждое из шести представленных измерений, заметив, как они отличались друг от друга не только в визуальном плане. Zoink отлично справились с работой, по тематическому оформлению каждого мира в соответствии с его номером кубика. «Причудливо наблюдать за забавной логикой в каждом царстве и то, как на это реагирует Эвен, будучи новичком». Рецензент Rock Paper Shotgun оценил атмосферу королевства, увидев в его эстетике явное влияние Тима Бёртона. «Всё качается на длинных тонких конечностях, это либо гремлины с перевёрнутыми лицами, либо засохшие деревья, носящие цилиндры. Все они выглядят забавно, некоторые из них отправят героиню на забавные побочные квесты, чтобы разбавить основное прохождение». Редактор Jeuxvideo назвал представленную вселенную в игре изысканной, игра совмещает особо богатое повествование с художественным направлением, отсылающем к золотому веку покадровой анимации. Сама Lost in Random предлагает жуткую, но захватывающую историю, которая никогда не выдохнется с течением времени. «Добавьте к этому искусно построенную и добротно выполненную боевую механику, несмотря на некоторые излишества и не до конца выполненные идеи». Критик Game Informer также оценил боевую систему, смешивая игру в реальном времени с карточной игрой. Такой подход чувствуется совершенно уникальным для обоих игровых жанров. Он назвал боевую систему творческой и гладко выполненной, заметив, как её отдельные элементы отлично работают в тандеме, обеспечивая игроку уникальный опыт. Обозреватель IGN критиковал продолжительность боевых столкновений, тем не менее похвалил хорошо прописанных игровых персонажей, двигающих общий сюжет: «Невероятно запоминающиеся персонажи, такие как Мэнни Декс, Симор, Герман, Оома, Нянька и её множество других двигают этот сюжет и складывается впечатление, будто сморишь 20-часовой марафон безвременной классики, транслируемой по праздникам». Обозреватель Kotaku оценил побочные квесты, заметив, на сколько частно они оказывались забавными. «Я прекрасно проводил время, просто суя нос в каждый закоулок различных миров, ища персонажей, с которыми можно поговорить и побочные квесты, которые нужно выполнить… Разнообразие вариантов диалога и то, как они влияют на игру, — ещё одна причина, по которой я так хорошо провел время в игре, изучая мир и разговаривая со всеми, кого встречал».
Рецензент Nintendo World Report остался недоволен продолжительностью квестов и боёв: "Самое большое препятствие в Lost in Random — её темп. Часто квесты и миссии затягиваются до такой степени, что просто становятся утомительными, например заставляя очередной раз пробежать через город в поисках специального предмета. Сдержанный отзыв оставил критик Gaming Age заметив, что в версии для Nintendo Switch всё в игре ощущается размытым и расфокусированным, заметив, что трюк с туманом использовался в играх ужасов несколько поколений назад, чтобы скрыть недостатки в графике. Даже вместе с туманом, игрок будет постоянно наблюдать материализацией и исчезновением близлежащих объектов. Критик также жаловался на проблемы с производительностью. Однако если закрыть глаза на вышеописанное, игра предлагает неплохой игровой процесс и историю.